# Biblioteca Marciana
La Biblioteca Nazionale Marciana o de Sant Marc, sant patró de la ciutat de Venècia, Itàlia, és una de les més antigues biblioteques dipositàries de manuscrits del país i manté una de les col·leccions de textos clàssics més grans del món. Se situa en la piazetta de la plaça de Sant Marc en el cor de Venècia.

## Història
Les primeres 16 galeries de l'edifici van ser construïdes entre 1537 i 1553, i els frescs i decoracions realitzades fins a 1560. En 1588, després de la mort de Sansovino (1570), Vincenzo Scamozzi va reprendre la construcció de cinc galeries addicionals del disseny original de Sansovino, la qual cosa va baixar a l'edifici fins al dic, al costat de la Casa de Moneda veneciana, la Zecca, que també va ser dissenyada per Sansovino. Un dels primers bibliotecaris, qui va treballar des de 1530, va ser Pietro Bembo.
La joia de la biblioteca —la qual no és l'Arxiu Nacional de Venècia— va ser la donació de la Serenissima d'una col·lecció de manuscrits reunida per l'humanista, erudit, benefactor i col·leccionista romà d'Orient el cardenal Bessarió. Aquesta donació, realitzada el 31 de maig de 1468, va consistir en aproximadament 750 còdexs en llatí i grec, a més de 250 manuscrits i alguns llibres impresos (incunables), convertint-se en la primera biblioteca pública oberta a erudits de Venècia. Igual que la Biblioteca Britànica o la Biblioteca del Congrés dels Estats Units en els temps moderns, la Biblioteca Marciana va gaudir d'una llei de 1603 que una còpia de tots els llibres publicats a Venècia fos dipositada en ella, la primera llei d'aquest tipus. En 1362, una donació original va ser la de la Biblioteca de Petrarca, la qual constava de manuscrits, llibres antics i cartes personals.

### Seglexviii
La biblioteca va ser enriquida a finals del segle xviii pel traspàs de les col·leccions emmagatzemades en diversos monestirs, tals com el Sant Pau i Sant Joan de Venècia i el Sant Joan de Verdara a Pàdua.
De temps en temps s'han realitzat grans addicions a la col·lecció de la biblioteca:
1. 1589: Melchiorre Guilandino de Marienburg (2.200 llibres impresos);
2. 1595: Jacopo Contarini de S. Samuele, retardada fins a l'extinció de la línia masculina dels Contarini, en 1713 (175 manuscrits i 1500 llibres impresos);
3. 1619: Girolamo Fabrici d'Acquapendente (13 volums amb il·lustracions anatòmiques pintades a mà);
4. 1624: Giacomo Gallicio (20 manuscrits grecs);
5. 1734: Gian Battista Recanati (216 manuscrits, entre ells els còdexs de la Casa de Gonzaga);
6. 1792: Tommaso Giuseppe Farsetti (350 manuscrits i llibres impresos);
7. 1794: Amedeo Svajer (més de 340 manuscrits entre els quals està el testament de Marco Polo);
8. 1797: Jacopo Nani (més de 1000 manuscrits, majoritàriament grecs i orientals).

### Seglexix
Amb la caiguda de la República de Venècia en 1797, la biblioteca va ser enriquida amb el traspàs de manuscrits i llibres de llars religioses suprimits sota el règim napoleònic. En 1811 la biblioteca va ser traslladada a un lloc més espaiós en el Palau Ducal, on van ingressar diverses noves col·leccions:
1. 1814: Girolamo Ascanio Molin (2209 llibres, 3835 impresos i 408 dibuixos, guardats en el Museu Correr la major part);
2. 1843: Girolamo Contarini (906 manuscrits i 4000 llibres impresos);
3. 1852: Giovanni Rossi (470 manuscrits i una col·lecció d'òperes venecianes).

### Seglexx
En 1904, la col·lecció es va canviar a la Zecca de Sansovino, l'edifici de la casa de moneda veneciana, i després ampliada a la seua seu original veïna i fins i tot a seccions de la Procuratie Nuove, enfront de la plaça de Sant Marc.

### Actualitat
Actualment, la Biblioteca Marciana compta amb més d'un milió de llibres impresos, a més d'aproximadament 13.000 manuscrits, 2.883 incunables i 24.055 llibres impresos entre el 1500 i el 1600. Conté també amb molts manuscrits il·luminats. Entre els seus tresors irreemplaçables hi ha les partitures úniques de les òperes de Francesco Cavalli.